# Yeux bleus (portrait de Madame Jeanne Hébuterne)
Pour les articles homonymes, voir Œil bleu.
Yeux bleus (portrait de Madame Jeanne Hébuterne) est une peinture à l'huile sur toile de 54,6 × 42,9 cm réalisée en 1917 par le peintre italien Amedeo Modigliani.
La toile fait partie des collections du Museum of Art de Philadelphie, mais n'est pas actuellement exposée.
Modigliani dépeint Jeanne Hébuterne, sa compagne artiste peintre, modèle d'un grand nombre de ses tableaux comme Femme aux yeux bleus.